# Koeneniodes madecassus
Espèce
Koeneniodes madecassus est une espèce de palpigrades de la famille des Eukoeneniidae.

## Distribution
Cette espèce se rencontre à Madagascar, à La Réunion, à Maurice, aux Seychelles, au Sri Lanka, en Indonésie et en Chine.

## Publication originale
- Remy, 1950 : Palpigrades de Madagascar. Mémoires de l'Institut Scientifique de Madagascar, sér. A, vol. 4, no 1, p. 135-164.